# Spirit Dance
Spirit Dance – to wydany w 1994 roku, debiutancki album hindusko-brytyjskiego muzyka, producenta i kompozytora Nitin Sawhneya. Na albumie tym artysta umiejętnie połączył tradycyjną muzykę Indii z jazzem.

## Lista utworów
1. River Pulse — 3:31
2. Skylight — 4:22
3. Taste — 8:18
4. Spirit Dance — 6:09
5. Pieces of Ten — 5:18
6. Wind and Rain — 3:13
7. Twilight Daze — 9:09
8. Chase The Sun — 9:45